# Consiglio Nazionale delle Ricerche
El Consiglio Nazionale delle Ricerche (CNR) o Consell Nacional de Recerca, és una organització pública italiana per donar suport a la investigació científica i tecnològica. Té la seu a Roma.
La institució va ser fundada l'any 1923. El procés de millora de la investigació científica nacional, mitjançant l'ús de lleis específiques, afecta moltes organitzacions de recerca, i entre elles és el CNR, la "principal funció és la de dur a terme, a través dels seus propis òrgans, la recerca aplicada bàsica i avançada, tant per desenvolupar i mantenir la seva pròpia competitivitat científica, i estar disposats a participar de manera efectiva de manera oportuna en els camps estratègics definits pel sistema nacional de planificació".
El 23 de desembre de 1987, el CNR registra el primer domini d'Internet italià: cnr.it